# 许宪平
许宪平（1964年9月—），男，汉族，吉林梨树人，中华人民共和国政治人物，现任中国共产党第二十届中央纪律检查委员会委员，中国兵器装备集团有限公司董事长、党组书记。